# Подгорный (Костромская область)
Подгорный — посёлок в составе Дмитриевского сельского поселения Галичского района Костромской области России.

## История
До муниципальной реформы 2010 года посёлок относился к Челменскому сельскому поселению..
В 1966 г. указом президиума ВС РСФСР поселок при кордоне на реке Челсма переименован в Подгорный .

## Население
| 2008 | 2010 | 2012 | 2014 |
| ---- | ---- | ---- | ---- |
| 3    | ↘0   | ↗3   | →3   |